# Horror punk
Horror punk – styl muzyczny, łączący cechy punk rocka i gotyckiego rocka, inspirowany stylistyką horroru. Muzyka, teksty, a także otoczka sceniczna odwołują się zazwyczaj do klasycznych filmów grozy, rzadziej literatury, czasami w sposób parodystyczny. Za prekursora horror punka uważany jest amerykański zespół The Misfits. W Polsce współcześnie zespołem wykonującym stylistykę horror punka był warszawski zespół Miguel and the Living Dead.